# 加雷斯·安斯庫姆
加雷斯·安斯庫姆（英語：Gareth Anscombe；1991年5月10日—）是一位威爾斯橄欖球運動員。他是威爾斯國家橄欖球隊的一員，代表威爾斯參加了2015年世界盃橄欖球賽。